# Алфредо Боуман
Алфредо Дарингтън Боуман (Alfredo Darrington Bowman), познат повече като Доктор Сейби (Dr. Sebi, [seɪbiː])), е хондураски билкар и самозван лечител.
Боуман твърди, че е успял да излекува всички болести с помощта на билки и уникална вегандиета. Неговата диета се основава на строги алкални храни. Вярва, че микробите не са източник на всички болести, и проповядва, че ХИВ не е причината за СПИН. Въпреки че се представя като Доктор Сейби, Боуман не е дипломиран лекар и е считан за измамник от съвременната медицина.

## Биография
Роден е в Иланга, Ходурас на 26 ноември 1933 г. Смята себе си за афраканец, но не афрохондурасец, а африканец в Хондурас. Дядо му по майчина линия е от Хаити.
Научава за лековитите способности на билките от баба си. Мести се в САЩ, когато навършва 25-години. Според неговата литература е неудовлетворен от традиционните медицински практики в лечението на астма, диабет и импотентност. След като посещава известен билков лечител в Мексико, за който Боуман твърди, че му е помогнал за здравословни проблеми само с билки, той започва да практикува лечение с билки в Ню Йорк.
Боуман започва друга практика в Хондурас и основава Ушинския билков изследователски институт (USHA Herbal Research Institute) в селцето Уша близо до град Ла Сейба, Хондурас. Печели над 3000 долара на ден, като консултира и провежда билково лечение на американски знаменитости, включително Лиса Лопес, Стивън Сегал, Джон Траволта, Еди Мърфи, Майкъл Джексън.
Алфредо Боуман умира в Ла Сейба от пневмония на 6 август 2016 г. При смъртта си има 17 живи деца.
Доктор Сейби е натопен умишлено и вкаран в затвора със скалъпено обвинение.По късно почива от недохранване и пневмония причинени от нарочното лошо третиране в затвора.На практика теории твърдят ,че са замесени фармацевтични компанни,защото от него са излекувани хиляди доволни пациенти,някои от които са и доста известни личности.Това само доказва ,че е бил на прав път.

## Съдебно дело
През 1993 година конгресменката Шърли Старк, оглавяваща нюйоркската служба за потребителски измами, обявява, че гражданското дело срещу компанията на Боуман е успешно, като заявява:
Особено ярък пример за неподкрепени терапевтични твърдения, направени за билкови добавки се случи преди няколко години, когато USHA Herbal Research Institute, ръководен от специализиран специалист по хранене, наречен Dr. Sebi, обявиха във Village Village и Amsterdam News, че „СПИН СЕ ЛЕКУВА“ от USHA и че също така специализира в лечението на левкемия, сърповидноклетъчна анемия, херпес, лупус и други заболявания. С начална такса от $ 500 и $ 80 за всяко допълнително посещение пациентите се осведомяват, че могат да бъдат излекувани от СПИН и други заболявания, като „лековете“ се състоят от разни билкови продукти, за всеки от които USHA има терапевтични твърдения. Ева Терапевтик Салве например е спомената в брошурата на USHA като... много ефективна по основните кожни проблеми, при пренатална употреба, срещу лоша циркулация, рак, кисти, хемороиди и артрит. "Всъщност тези твърдения са неверни. USHA вече не може да прави терапевтични претенции за нито един от продуктите си."
Доктор Сейби спечелва делото,когато 72 негови пациенти показват епикризи преди и след като са излекувани от рака и това е достатъчно за съдята да обяви делото в полза на Сейби.